# Cmentarz Farny w Białymstoku

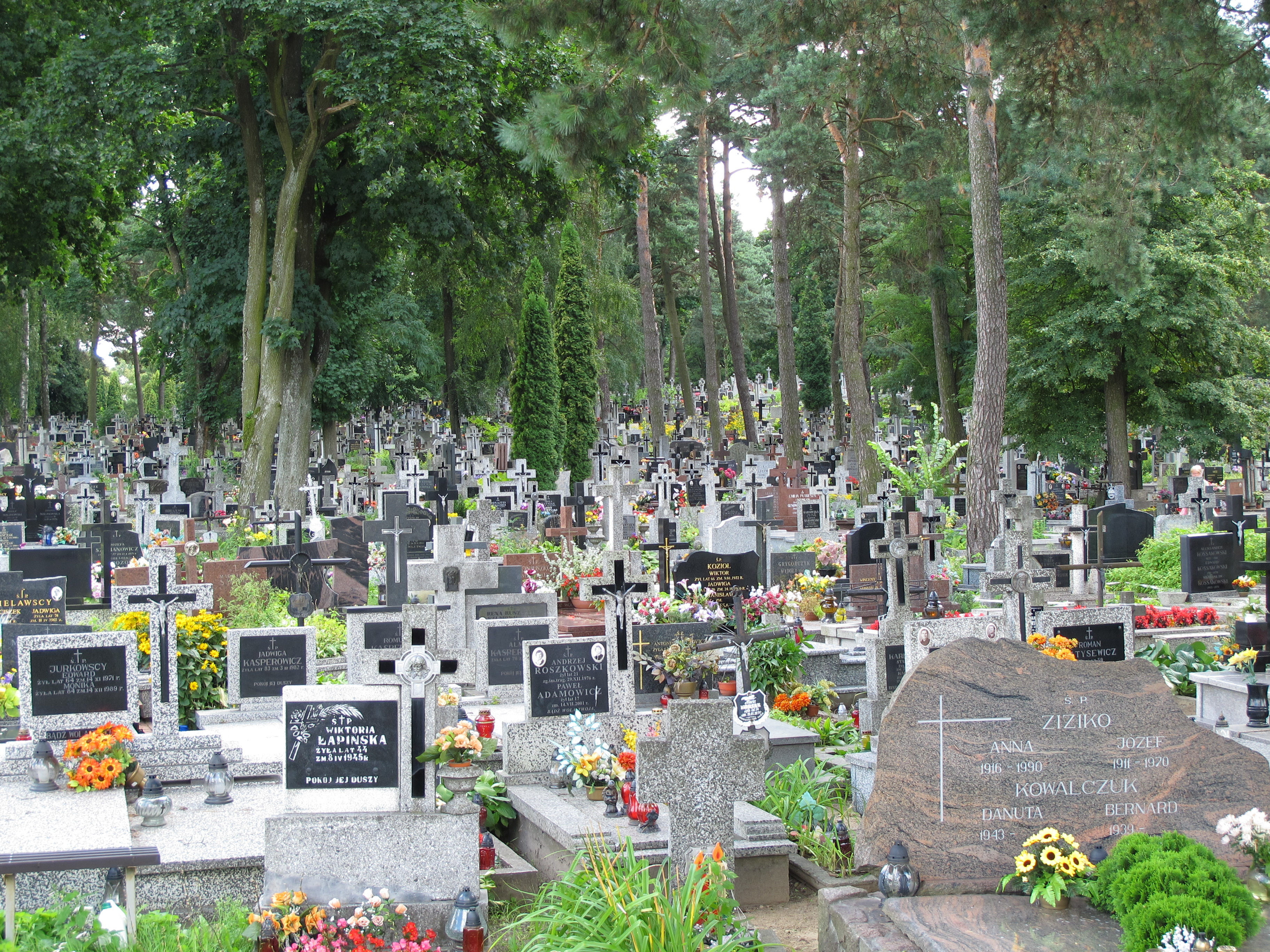

Cmentarz Farny w Białymstoku – cmentarz katolicki, jedna z najstarszych białostockich nekropolii. Położony przy ul. Władysława Raginisa 8 na osiedlu Wygoda. 

## Historia
Założona została w 1886 przez księdza dziekana Wilhelma Szwarca. W 1888 na wprost bramy głównej postawiono kaplicę cmentarną pod wezwaniem Chrystusa Zbawiciela. 

## Pochowani na cmentarzu
Swoje kwatery na cmentarzu mają między innymi obrońcy Białegostoku z 1920 i 1939.
2012 r. ukazała się książka Józefa Tadeusza Sosnowskiego "Cmentarz farny w Białymstoku. Historia, indeks pochowanych". Publikacja zawiera 768 stron a w niej indeks pochowanych osób na cmentarzu farnym od 1887 do 2011 r. z numerem kwartału pochówku. 

## Galeria

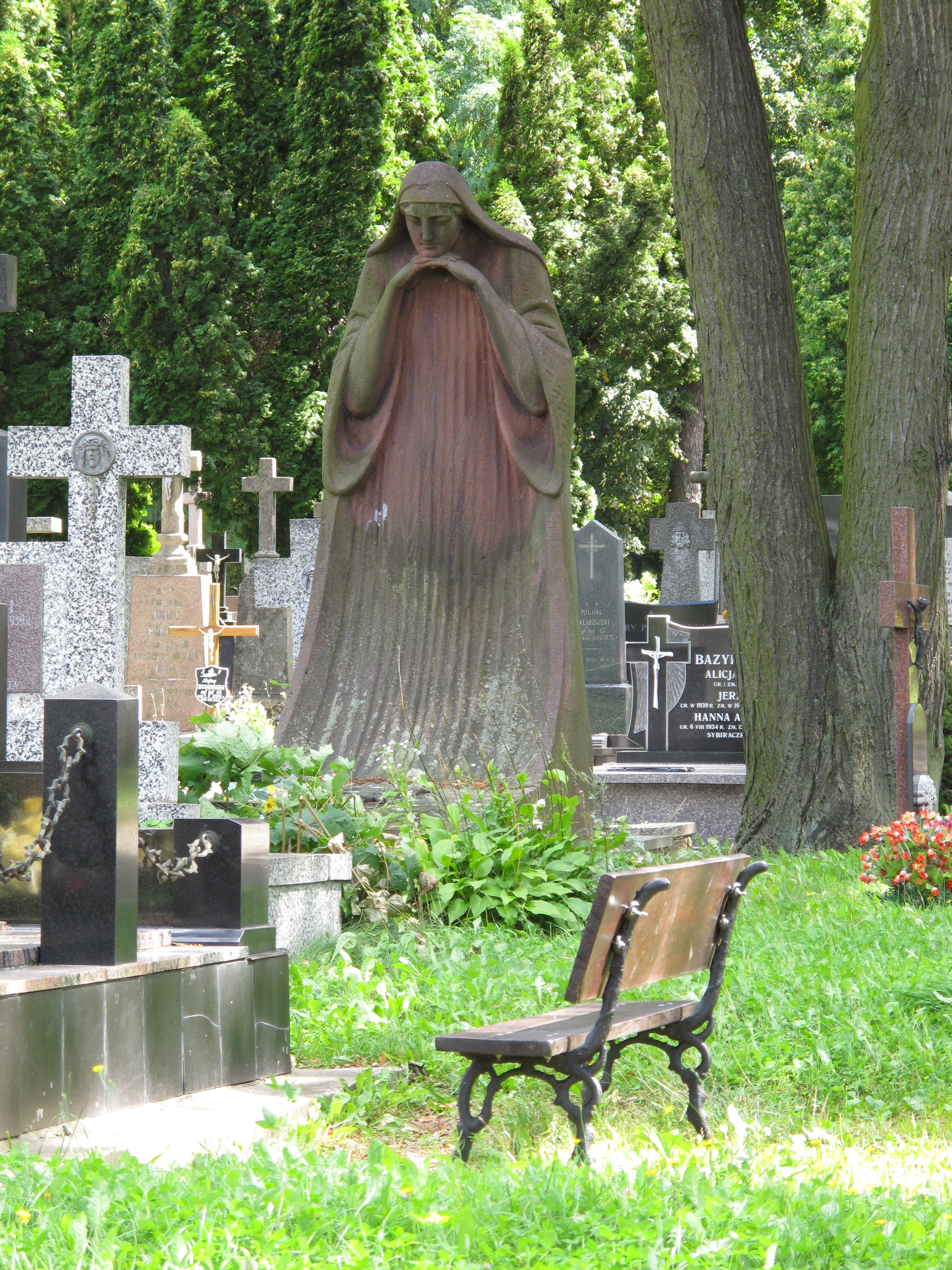
Nagrobek Amelii i Laryssy Stankiewicz oraz Weroniki Burasowej lata 30. XX w. kw. 27/28
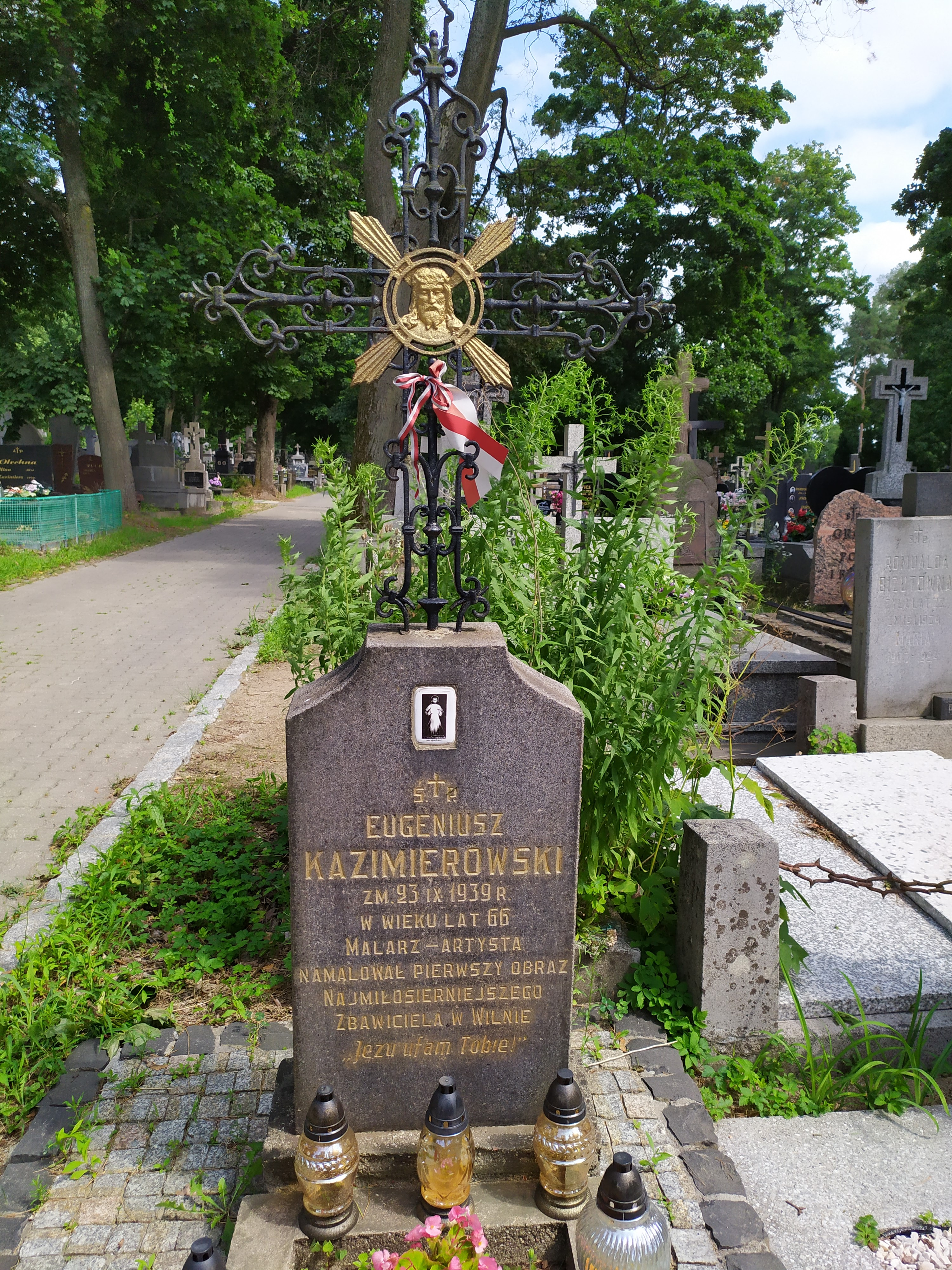
Grób Eugeniusza Kazimirowskiego 1939 r. kw. 31
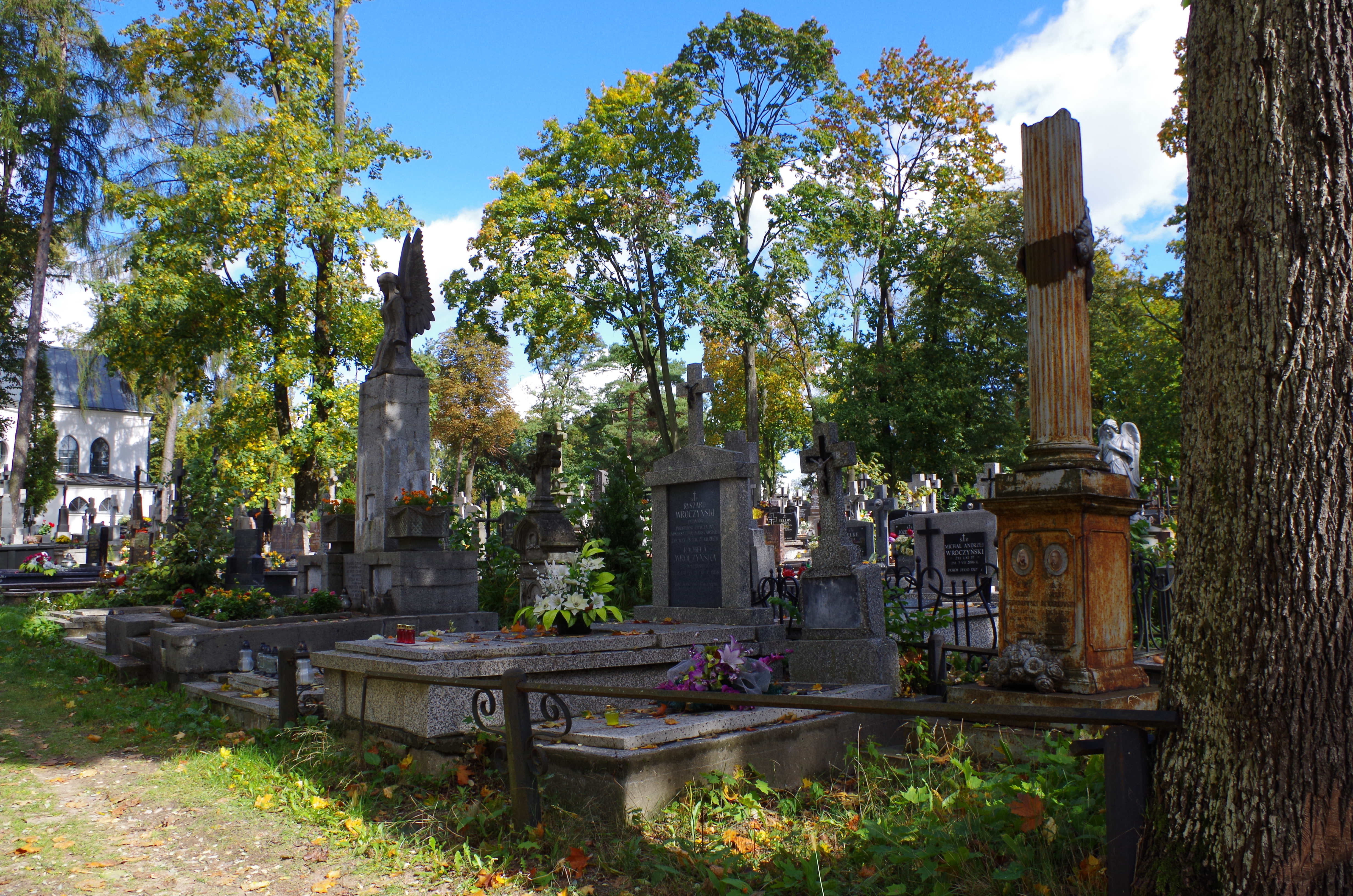
Nagrobek Józefa i Jerzego Skwarkowskich  ok. 1900 r. kw. 3.
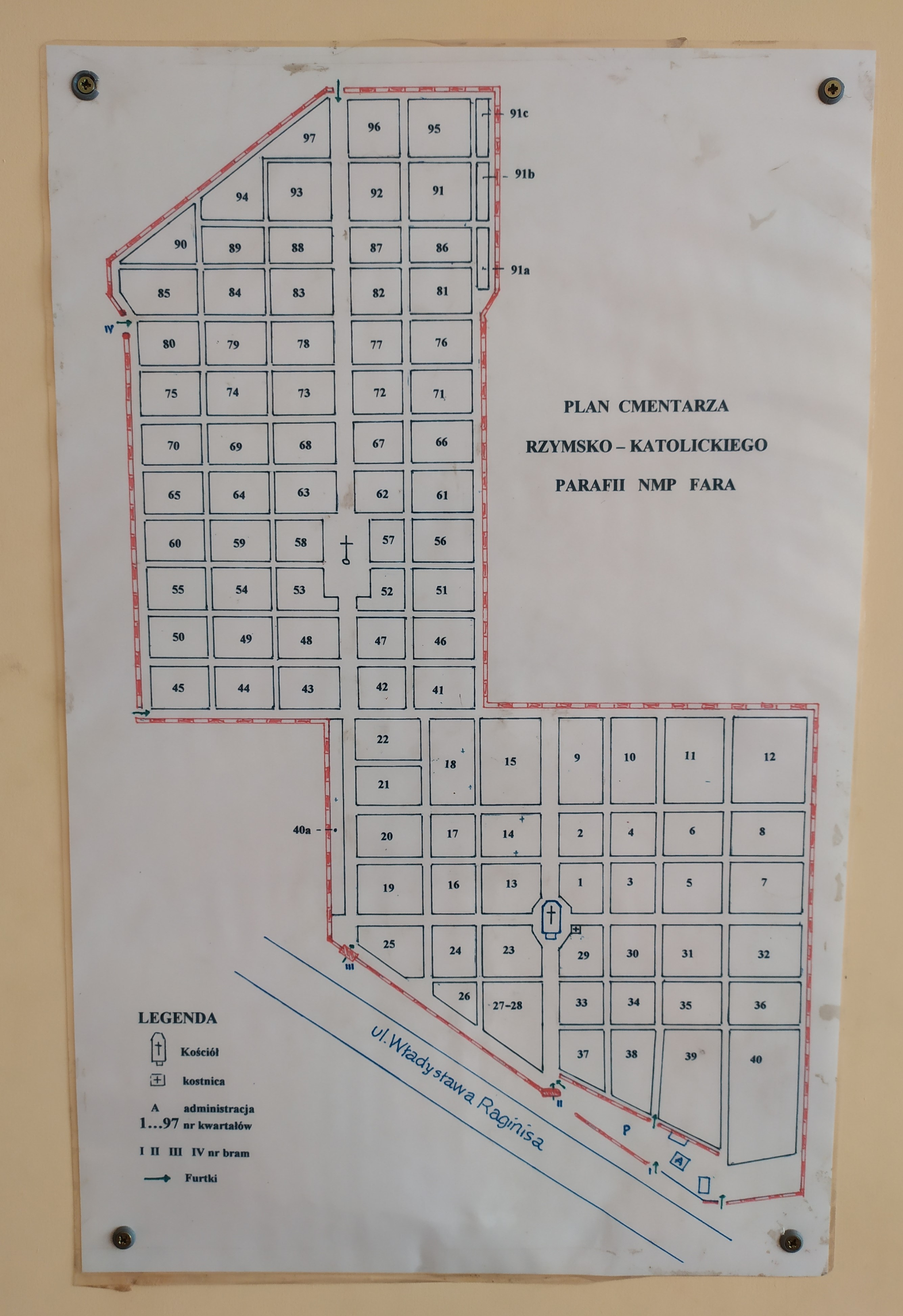
Cmentarz Farny w Białymstoku - Plan